# Las golfas
Las golfas és una pel·lícula mexicana de 1969 dirigida per Fernando Cortés i protagonitzada per Isela Vega, Gilda Mirós, Gina Romand, José Luis Rodríguez i Ángel Garasa.

## rgument
Les històries de treballadores sexuals i la seva lluita per tractar de deixar enrere el seu estil de vida.

## Repartiment
- Isela Vega com Otilia.
- Gilda Mirós com Rosaura.
- Gina Romand com Mariana.
- Malú Reyes com Emma.
- Sandra Boyd com Elvira.
- José Luis Rodríguez com Andrés «El Uñas».
- Ángel Garasa com Don Florentino Fernández (com Don Angel Garasa).
- Sergio Barrios com El Director.
- Omar Jasso com Crisóforo Belloso, el borratxo
- Jorge Ortiz de Pinedo com El Quinto.
- Rafael Inclán com El Predicador.
- Enrique Pontón
- Clara Osollo
- Aurora Alonso com La costeña.
- Arturo Silva
- Clarissa Ahuet
- Polo Villa
- Antonio Brillas
- Carlos Bravo y Fernández (no acreditat).
- Roberto Meyer com Don Nachito (no acreditat).